# Xã East Nantmeal, Quận Chester, Pennsylvania
Xã East Nantmeal (tiếng Anh: East Nantmeal Township) là một xã thuộc quận Chester, tiểu bang Pennsylvania, Hoa Kỳ. Năm 2010, dân số của xã này là 1.803 người.